# Ponta de Pedras
Ponta de Pedras est une municipalité brésilienne située dans l'État du Pará.